# Yūdai Ōno
Yūdai Ōno (大野 雄大, Quioto, 26 de setembro de 1988) é um jogador de beisebol japonês, que joga na posição de arremessador (pitcher).

## Carreira
Ōno compôs o elenco da Seleção Japonesa de Beisebol nos Jogos Olímpicos de Verão de 2020 em Tóquio, onde conquistou a medalha de ouro após derrotar a equipe dos Estados Unidos na final da competição por 2–0.